# Hánszár megye

Iszfahán tartomány megyéinek elhelyezkedése

Hánszár megye (perzsául: شهرستان خوانسار) Irán Iszfahán tartományának egyik nyugati megyéje az ország középső részén. Északon Golpájegán, keleten Nadzsafábád, délen és délnyugaton Ferejdan határolják. Székhelye és egyben egyetlen városa a húszezer fős Hánszár városa. A megye lakossága 32 423 fő. A megye egy kerületet foglal magába, amely a Központi kerület.

## Fordítás
- Ez a szócikk részben vagy egészben  a   Khvansar County című angol Wikipédia-szócikk ezen változatának fordításán alapul.  Az eredeti cikk szerkesztőit annak laptörténete sorolja fel. Ez a jelzés csupán a megfogalmazás eredetét és a szerzői jogokat jelzi, nem szolgál a cikkben szereplő információk forrásmegjelöléseként.